# Crypthelia affinis
Crypthelia affinis is een hydroïdpoliep uit de familie Stylasteridae. De poliep komt uit het geslacht Crypthelia. Crypthelia affinis werd in 1879 voor het eerst wetenschappelijk beschreven door Moseley. 